# Bohdan Zadura
Bohdan Krzysztof Zadura (ur. 18 lutego 1945 w Puławach) – polski poeta, prozaik, tłumacz i krytyk literacki.

## Życiorys
Urodził się w inteligenckiej rodzinie Jana, lekarza weterynarii, anatomopatologa, i Janiny z domu Jurak. Od 1958 uczęszczał do Liceum Ogólnokształcącego im. Księcia A.J. Czartoryskiego w Puławach. Maturę zdał w 1962. Odbył studia filozoficzne na Uniwersytecie Warszawskim, które ukończył z tytułem magistra w 1969.
Debiutował w 1962 na łamach dwutygodnika „Kamena” (nr 23). W latach 1964–1966 współpracował z redakcją dwutygodnika „Echo Puławskie”, związany był wówczas z Orientacją Poetycką „Hybrydy”. Publikował wiersze, prozę, recenzje i artykuły w czasopismach „Kultura” (1966–1977), „Współczesność” (1966–1970), „Twórczość” (od 1967), „Życie Literackie" (1968–1971). Od 1966 do 1969 należał do Koła Młodych przy Oddziale Warszawskim ZLP. Na początku lat 70. podjął pracę jako kierownik Regionalnego Muzeum Kazimierza Dolnego, równocześnie współpracował z pismami: „Literatura”, „Literatura na Świecie”, „Kamena”. Od 1984 był zastępcą  kierownika, a następnie kierownikiem działu prozy pracował w miesięczniku „Twórczość”. W latach 1977–1987 był kierownikiem literackim Teatru Studio Wizji i Ruchu w Lublinie.
W latach 90. stale publikował w „Akcencie” i „Twórczości” (w latach 2004–2020 redaktor naczelny), również na łamach „Kresów”, „Literatury Regionów”, „Scyny”, „Frazy”, „Odry”. W 1994 został wiceprezesem Wschodniej Fundacji Kultury „Akcent”. W latach 1995–1998 należał do redakcji „Nowej Prozy Polskiej”, wydawanej przez „Twórczość”. Od 1997 jest związany z Biurem Literackim Fort Legnica, a następnie Port Legnica.
Autor przekładów m.in. z angielskiego, ukraińskiego (antologia Wiersze zawsze są wolne z 2005) i węgierskiego.
Ma syna Marka Sergiusza (ur. 1974).

## Twórczość

### Poezja
- W krajobrazie z amfor, Czytelnik, Warszawa 1968
- Podróż morska, Czytelnik, Warszawa 1971
- Pożegnanie Ostendy, Czytelnik, Warszawa 1974
- Małe muzea, Czytelnik, Warszawa 1977
- Zejście na ląd, Czytelnik, Warszawa 1983
- Starzy znajomi, Czytelnik, Warszawa 1986
- Prześwietlone zdjęcia, Wydawnictwo Lubelskie, Lublin 1990
- Cisza, Wydawnictwo a5, Poznań 1994 [tom wierszy]
- Cisza, Wydawnictwo Pomona, Wrocław 1996 [poemat]
- Noc poetów. Warszawa pisarzy, Centrum Sztuki – Teatr Dramatyczny, Legnica 1998
- Kaszel w lipcu, Wydawnictwo Pomona, Wrocław 2000
- Więzień i krotochwila, Zielona Sowa, Kraków 2001
- Poematy, Biuro Literackie, Legnica 2001
- Ptasia grypa, Biuro Literackie, Legnica 2002
- Kopiec kreta, Biuro Literackie, Wrocław 2002
- Stąd: wiersze puławskie, Towarzystwo Przyjaciół Puław, Puławy 2002
- Wiersze zebrane (3 tomy), Biuro Literackie, Wrocław 2005–2006
- Wszystko, Biuro Literackie, Wrocław 2008
- Nocne życie, Biuro Literackie, Wrocław 2010
- Wiersze wybrane, WBPiCAK, Poznań 2011
- Zmartwychwstanie ptaszka (wiersze i sny), Biuro Literackie, Wrocław 2012
- Kropka nad i, Biuro Literackie, Wrocław 2014
- Najlepsze lata, 2015
- Już otwarte, Biuro Literackie, Stronie Śląskie – Wrocław 2016
- Po szkodzie, Biuro Literackie, Stronie Śląskie 2018
- Płyn Lugola, Państwowy Instytut Wydawniczy, Warszawa 2020

### Proza
- Lata spokojnego słońca, Lublin: Wydawnictwo Lubelskie, 1968
- A żeby ci nie było żal, Lublin: Wydawnictwo Lubelskie, 1972
- Patrycja i chart afgański, Warszawa: Czytelnik, 1976
- Do zobaczenia w Rzymie, Warszawa: Czytelnik, 1980
- Lit, Gdańsk: Marabut, 1997
- Proza tom 1. Opowiadania, Wrocław: Biuro Literackie, 2005
- Proza tom 2. Powieści, Wrocław: Biuro Literackie, 2006

### Eseje
- Radość czytania (1980).
- Tadeusz Nowak (1981).
- Daj mu tam, gdzie go nie ma (1996).
- Między wierszami, Biuro Literackie, Legnica 2002.
- Szkice, recenzje, felietony. Tom 1, Biuro Literackie, Wrocław 2007.
- Szkice, recenzje, felietony. Tom 1, Biuro Literackie, Wrocław 2007.

### Przekłady
- D.J. Enright, Księga Fausta, Wydawnictwo Lubelskie, Lublin 1984.
- Dmytro Pawłyczko, Tajemnica twojej twarzy (1989).
- Tony Harrison, Kumkwat dla Johna Keatsa, PIW, Warszawa 1990.
- John Ashbery, No i wiesz (1993) (razem z Andrzejem Sosnowskim i Piotrem Sommerem).
- D.J. Enright, Rok akademicki (1997).
- Mihály Babits, Księga Jonasza, Wydawnictwo Pomona 1998.
- Tony Harrison, Sztuka i zagłada, Biuro Literackie, Legnica 1999.
- Dmytro Pawłyczko, Naparstek (2000).
- John Guzlowski, Język mułów i inne wiersze, Biblioteka Śląska, Katowice 2002.
- Wasyl Machno, Wędrowcy, Wydawnictwo Bonami, Poznań 2003 (razem z Andrzejem Nowakiem i Renatą Rusnak).
- Wiersze zawsze są wolne. Poezja ukraińska w przekładach Bohdana Zadury, Biuro Literackie, Wrocław 2004, 2005, 2007.
- Jurij Andruchowycz, Piosenki dla martwego koguta, Biuro Literackie, Wrocław 2005, 2007.
- Andrij Bondar, Jogging, Wydawnictwo Mamiko, Nowa Ruda 2005 (razem z Adamem Wiedemannem).
- Wasyl Machno, 34 wiersze o Nowym Jorku i nie tylko, Biuro Literackie, Wrocław 2005.
- Serhij Żadan, Historia kultury początku stulecia, Biuro Literackie, Wrocław 2005.
- Andrij Lubka, Killer, Biuro Literackie, Wrocław 2013.
- Dzwinka Matijasz, Powieść o ojczyźnie, Biuro Literackie, Wrocław 2014.
- Wasyl Machno, Listy i powietrze. Opowiadania pograniczne, Akcent, Lublin 2015.
- Kateryna Babkina Szczęśliwi nadzy ludzie,  Warsztaty Kultury w Lublinie 2017)[4].
- Kateryna Babkina Sonia, Warsztaty Kultury w Lublinie 2018[4].
- Kateryna Babkina, Nikt tak nie tańczył, jak mój dziadek, Warsztaty Kultury w Lublinie 2020[5],
- Peter Milčák, Bracia krwi, Wydawnictwo Wolno, Lusowo 2020[6].
- Kateryna Babkina, Nie boli, Wydawnictwo Warstwy, Wrocław 2023[7].
- Kateryna Babkina, A pamiętasz, mamo?, Wydawnictwo Warstwy, Wrocław 2023[8].
- Ołeksandr Kłymenko, Orfeusz i Sołomija, PIW, Warszawa 2024.

### Rozmowy
- Klasyk na luzie. Rozmowy z Bohdanem Zadurą, wybr., oprac. Jarosław Borowiec, Wrocław 2011.

### Opracowania
- Jarosław Borowiec, Zadura. Ścieżka wiersza, Puławy 2008.
- W wierszu i między wierszami. Szkice o twórczości Bohdana Zadury, red. Piotr Śliwiński, Poznań 2013.

## Ordery i odznaczenia
- Krzyż Kawalerski Orderu Odrodzenia Polski (2005)[9]
- Złoty Medal „Zasłużony Kulturze Gloria Artis” (2015)[10]

## Nagrody i wyróżnienia
- Nagroda im. Józefa Czechowicza (1975, 1991)
- Nagroda im. Bolesława Prusa (1981)
- Nagroda „Pegaza” za przekłady poetyckie (1985)
- Nagroda im. Stanisława Piętaka „za krytykę literacką” (1994)
- Nagroda Fundacji Promocji Spraw Słowiańskich (2002)
- nominacja do Wrocławskiej Nagrody Poetyckiej „Silesius” za tom Wszystko (2009)
- tytuł Honorowego Obywatela Miasta Puławy (2010)[11]
- Wrocławska Nagroda Poetycka „Silesius” w kategorii „książka roku” za tom Nocne życie (2011)[12]
- Międzynarodowa Nagroda Literacka im. Hryhorija Skoworody (2014)
- Nagroda literacka ZAiKS-u dla tłumaczy (2015)[13]
- Nagroda im. Cypriana Kamila Norwida za tom Kropka nad i (2015)
- Wrocławska Nagroda Poetycka „Silesius” za całokształt twórczości (2018)[14]
- Nagroda „Literatury na Świecie” (2020)[15]
- Literacka Nagroda Europy Środkowej Angelus za przekład książki Kateryny Babkiny „Nikt tak nie tańczył, jak mój dziadek” (2021)[16]